# Lioscincus steindachneri
Lioscincus steindachneri — вид сцинкоподібних ящірок родини сцинкових (Scincidae). Ендемік Нової Каледонії. 

## Поширення і екологія
Lioscincus steindachneri відомі з низки місцевостей, розташованих в Північній провінції Нової Каледонії. Вони живуть у вологих тропічних лісах на берегах струмків, на висоті від 200 до 1110 м над рівнем моря. Ведуть денний, наземний, напівриючий спосіб життя, зустрічаються серед каміння на берегах струмків та серед опалого листя.

## Збереження
МСОП класифікує цей вид як такий, що перебуває під загрозою зникнення. Lioscincus steindachneri загрожує знищення природного середовища та хижацтво з боку інтродукованих щурів і кішок.